# Idrieu
Idrieu o Hidrieu (grec antic: Ἱδριεύς, Hidrieús, llatí: Hidrieus, Idrieus) fou sàtrapa o dinasta de Cària al segle iv aC. Era fill d'Hecatompos (o Hecatomnos).
Va pujar al tron potser l'any 351 aC o el 350 aC succeint a la seva germana Artemísia, la vídua de Mausol. Poc després de la seva presa de possessió, el rei persa Artaxerxes III de Pèrsia li va encomanar preparar un exèrcit per reduir l'illa de Xipre, que s'havia afegit a una revolta iniciada a Sidó, que a més tenia suport egipci, i va equipar 40 trirrems i 8.000 mercenaris, que va enviar a l'illa sota el comandament d'Evàgores II i Foció. Els sàtrapes Mazeu de Cilícia i Belesis de Síria ja havien marxat contra els rebels però Mentor de Rodes els va rebutjar. Probablement la revolta es va estendre a Samària i Judea i el mateix rei persa va marxar contra Sidó que va conquerir el 345 aC. La rebel·lio xipriota fou liquidada el 344 aC, a l'entorn del moment en què Idrieu va morir de malaltia.
En aquestos darrers anys les bones relacions amb el rei aquemènida es van esgarrar, però això no va impedir que Cària fos un dels estats més pròspers i el seu sobirà un dels més rics, segons Isòcrates d'Atenes. Demòstenes diu que va afegir als seus dominis hereditaris les importants illes de Quios, Cos i  Rodes.
Va morir de malaltia el 344 aC o el 343 aC després d'uns set anys de govern. En el seu testament va deixar la sobirania a la seva germana i esposa Ada.